# Pyrros Dimas
Pyrros Dimas (albanska: Pirro Dhima, grekiska: Πύρρος Δήμας), född 13 oktober 1971 i Himara i södra Albanien, är en grekisk politiker och framgångsrik före detta tyngdlyftare. Han vann tre raka olympiska guldmedaljer mellan 1992 och 2000 samt en bronsmedalj vid OS i Aten 2004. Dimas vann också tre världsmästerskap. Han satte elva världsrekord mellan 1995 och 1999 och blev invald i det internationella tyngdlyftningsförbundets Hall of Fame 2009. Som politiker representerar Dimas PASOK och var invald i det Hellenska parlamentet mellan den 6 maj 2012 och 31 december 2014.

## Biografi
Pyrros Dimas föddes i Himara i södra Albanien av grekiska föräldrar. Han började träna tyngdlyftning vid elva års ålder och började tävla när han var 14 år gammal. Fram till 1990 tävlade han under sitt albanska namn Pirro Dhima, de första internationella resultaten kom vid VM 1989 där han slutade på en 12:e plats och vid EM 1990 där han kom på fjärde plats.
1991 flyttade Dimas till Grekland där han började tävla för klubben SC Milon i Nea Smyrni. Han tävlade för Grekland i EM 1992 och tog en bronsmedalj efter Ibragim Samadov och Krzysztof Siemion. I olympiska sommarspelen 1992 i Barcelona möttes de tre igen, i en tävling som kom att bli en av de tätaste i olympisk historia. Alla tre slutade på samma totalvikt, 370 kg, Samadov blev trea då han vägde mer än de andra två. Då Dimas och Siemion båda vägde 81,8 kg vann Dimas på att han nått sitt slutliga resultat först.
Efter att ha vunnit världsmästerskapen 1993 och 1995 och satt ett nytt världsrekord vid EM i Warszawa med totalt 387,5 kg var Dimas tillsammans med Marc Huster favorittippad inför OS i Atlanta 1996. I OS-tävlingen satte han ett nytt världsrekord i ryck med 180 kg och både Dimas och Huster lyfte 212,5 kg i stöt, också det nytt världsrekord. Huster låg dock tio kilo efter i ryck och Dimas vann sitt andra olympiska guld.
Dimas tog ett guld vid VM 1998 och satte ett nytt världsrekord i ryck på 180,5 kg i VM 1999. I olympiska sommarspelen 2000 i Sydney missade han sina första två försök i ryck och låg fem kilo efter ledande Giorgi Asanidze, Dimas tog sedan 215 kg i stöt och slutade på 390 kg totalt, vilket också Asanidze och Marc Huster gjorde. Dimas vann på att han var lättare än de andra två.
Under de följande åren drabbades han av flera skador och opererade bland annat knät. Ett fåtal dagar före tävlingen vid olympiska sommarspelen 2004 i Aten skadade han också handleden. Trots detta tog Dimas bronsmedaljen, och blev därmed den fjärde tyngdlyftaren att vinna fyra olympiska medaljer. Efter det lämnade Dimas sina skor på plattformen för att visa att hans karriär var avslutad. Den grekiska publiken gav honom en stående ovation.

### Efter idrottskarriären
Pyrros Dimas blev ordförande för det grekiska tyngdlyftningsförbundet 2008. Han kandiderade i april 2012 till det hellenska parlamentet för det socialdemokratiska partiet PASOK och blev invald den 6 maj. Han var parlamentsledamot fram till den 31 december 2014 och kandiderade även vid valet i januari 2015 men blev inte omvald.